# Индијски макаки
Индијски макаки (Macaca radiata) је врста примата из породице мајмуна Старог света (Cercopithecidae).

## Распрострањење
Индијски макаки је присутан само у јужној Индији.

## Станиште
Врста има станиште на копну.

## Подврсте
Постоје две подврсте индијског макакија:

## Угроженост
Ова врста није угрожена, и наведена је као последња брига јер има широко распрострањење.

### Популациони тренд
Популација ове врсте се смањује, судећи по расположивим подацима.